# Всеобщие выборы в Уругвае (2009)
Президентские и парламентские выборы в Уругвае прошли 25 октября и 29 ноября 2009 года соответственно.
По результатам парламентских выборов победила коалиция «Широкий фронт» — её представляют 16 сенаторов и 50 депутатов. От Национальной партии избрано 9 сенаторов и 30 депутатов, от партии Колорадо — 5 сенаторов и 17 депутатов, от Независимой партии 2 депутата.
В первом туре президентских выборов, состоявшемся 25 октября 2009 года, ни один кандидат не набрал необходимого количества голосов. Во втором туре, который прошёл 29 ноября, Хосе Мухика от коалиции «Широкий фронт — Прогрессивная встреча» набрал 52,7 % голосов, а его соперник Луис Альберто Лакалье от оппозиционной «Национальной партии» получил поддержку 43,1 % избирателей. Таким образом новым президентом Уругвая стал Хосе Мухика.
Также ко всеобщим выборам в Уругвае были приурочены два референдума, один об отмене ранее объявленной амнистии, другой о возможности голосовать по почте гражданам Уругвая, находящимся за пределами страны. Оба предложения не были одобрены избирателями.

## Галерея

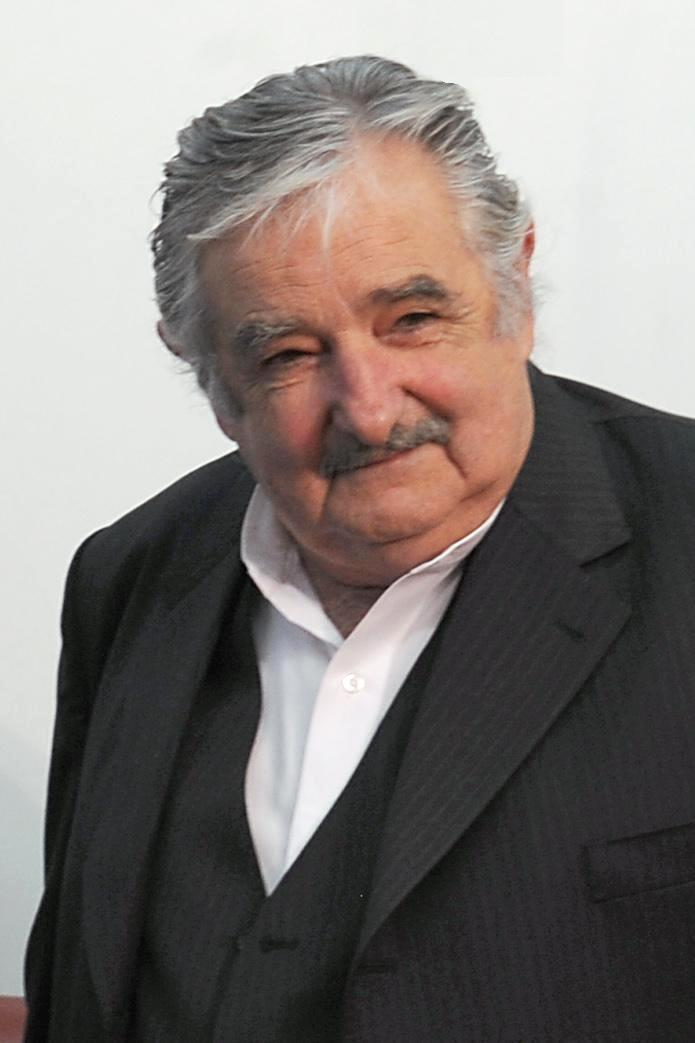
Хосе Мухика
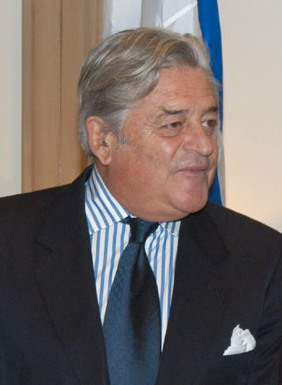
Луис Альберто Лакалье